# Gobernación de Becá

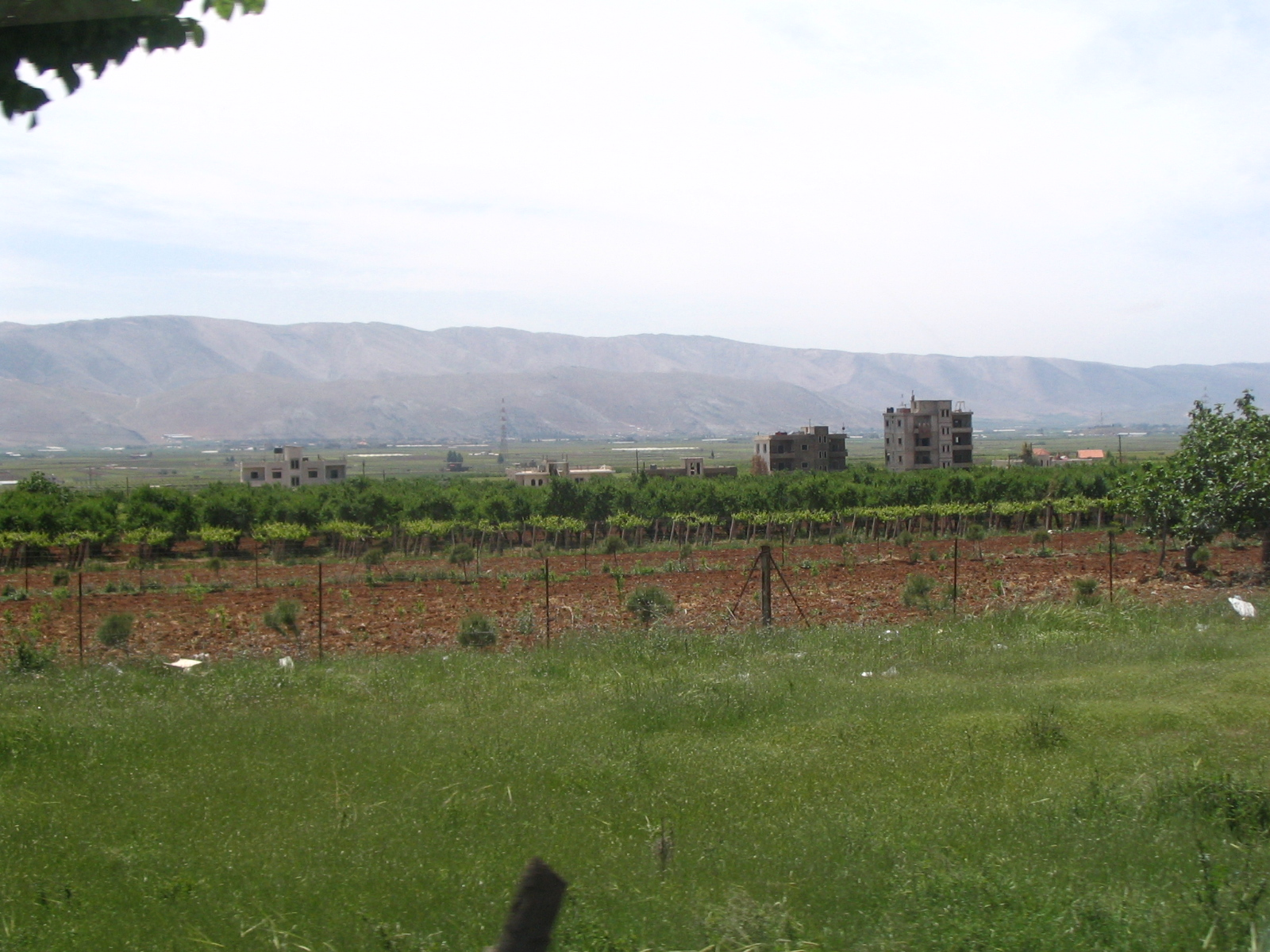
Viñedo en la Becá.

Becá (en árabe: محافظة البقاع) es una gobernación del Líbano. Debe su nombre al valle de la Becá, situado en el interior del país entre las cordilleras del Líbano y del Antilíbano. 
750.000 habitantes, con un 30 % de cristianos. En 2003 se dividió la provincia en dos, el norte (Baalbek-Hermel) de mayoría musulmana chií, y el sur (valle de la Becá) de población cristiana y musulmana suní.

## Geografía
Beca es el principal centro agrícola del Líbano.
Desde 2014 está dividida en los distritos de Zahlé, Rashaya y Beca occidental. Los principales ríos de la región son el Litani y el Orontes.

## Clima
La temperatura oscila entre los -10 y 35 °C durante el año. Nieva y llueve copiosamente en invierno. 
Los destinos turísticos principales de Beca son: Zahlé, Baalbek, Niha, Qab Elias, Anjar, Kfar Zabad, Karaon Dam, Chtaura y Furzul. Ahí también se encuentra la ruta entre el Líbano, Siria y otras partes del mundo árabe. 
La región es famosa por sus festivales veraniegos, la industria vinícola y su gastronomía. 
- Datos: Q319632
- Multimedia: Beqaa Governorate / Q319632